# أتسويوشي فوروتا
أتسويوشي فوروتا (باليابانية: 古田 篤良) (27 أكتوبر 1952 في هيروشيما في اليابان – )؛ هو لاعب كرة قدم ياباني سابق كان يلعب كمدافع. سبق له أن لعب مع منتخب اليابان.

## وصلات خارجية
- أتسويوشي فوروتا على موقع قاعدة بيانات كرة القدم.إي يو (الإنجليزية)
- أتسويوشي فوروتا على موقع ناشيونال فوتبول تيمز (الإنجليزية)

- National Football Teams
- Japan National Football Team Database